# Batalla de Prinitza
La batalla de Prinitza es va lliurar el 1263 entre les forces de l'Imperi Romà d'Orient, que marxava a capturar Andravida, la capital del Principat llatí d'Acaia, i una petita força d'aqueus. Els aqueus van llançar un atac sorpresa contra les superiors i confiades forces romanes, derrotant-les i dispersant-les, salvant el principat de ser conquistat.

## Antecedents
En la batalla de Pelagònia (1259), les forces de Miquel Paleòleg, emperador de Nicea, havien matat o capturat la majoria dels nobles llatins del Principat d'Acaia, inclòs el príncep Guillem II d'Acaia. A canvi de la seva llibertat, Guillem va accedir a lliurar una sèrie de fortaleses en la part sud-oest de la península de Morea. També va fer un jurament de lleialtat a Miquel, convertint-se en el seu vassall i va ser honrat per a ser el padrí d'un dels fills de Miquel i rebre el títol i el lloc de gran domèstic. A principis de 1262, Guillem va ser posat en llibertat, i els forts de Monembasia i Mistràs, amb els districtes de Mani i Kinsterna, van ser lliurats als romans. L'acord estava destinat a ser de curta durada, no obstant això: l'establiment d'una petita província en Morea va ser per a Paleòleg el primer pas cap a la recuperació de tota la península, i Guillem també va estar involucrat en els esforços llatins per a lluitar contra l'emperador i recuperar Constantinoble. Conseqüentment, poc després del seu retorn a Morea, Guillem va establir les seves diferències amb els venecians sobre Negrepont, i va negociar amb ells i el Papa per a l'acció conjunta contra Paleòleg. Al juliol, el papa Urbà IV va anul·lar els juraments de Guillem a l'emperador, i va fer una crida als prínceps occidentals per a ajudar-lo contra els cismàtics romans.
A la fi de 1262, Guillem va visitar la regió de Lacònia acompanyat d'un seguici armat. Malgrat les seves concessions als romans, encara mantenia el control de la majoria de Lacònia, en particular la ciutat de Lacedemònia (Esparta) i les baronies de Passavant (Passavas) i Geraki. Aquest desplegament de forces preocupaven les guarnicions romanes, i el governador local, Miquel Cantacuzè, va demanar ajuda a l'emperador Miquel. En resposta, l'emperador ràpidament va organitzar una expedició encapçalada pel seu germanastre, el sebastocràtor Constantí Paleòleg amb el paracemomen Joan Macré i el Gran domèstic Aleix Files com a comandants subordinats. Aquest exèrcit, compost principalment de mercenaris turcs i tropes gregues d'Anatòlia, van ser transportats a Monembasia en galeres genoveses, mentre que la petita flota romana va ser enviada a assetjar les possessions insulars llatines de Eubea i les Cíclades.

## La batalla
Després d'arribar a Monembasia, el sebastocràtor Constantí va procedir a consolidar i expandir l'autoritat imperial en Lacònia: va sotmetre els habitants eslaus (els Melings) de la muntanya Taiget i va erigir una sèrie de forts per a mantenir-los a ratlla, i després va posar setge a Esparta, mentre que la flota imperial es va apoderar de la costa sud de Lacònia. Mentrestant, Guillem va viatjar a Corint a demanar l'ajuda dels altres prínceps llatins de Grècia. Ells, no obstant això, es van mostrar poc disposats a acudir en la seva ajuda, alhora que molts dels súbdits grecs de Guillem es van posar obertament del costat dels romans. Constantí Paleòleg va veure això com una oportunitat per a conquistar completament el principat de Guillem. Abandonant l'infructuós setge d'Esparta, va marxar amb el seu exèrcit fins als rius Eurotes i Alfeu cap a la capital aquea, Andravida.
Durant l'absència de Guillem, Andravida havia quedat a càrrec de Joan de Katavas, un home conegut per la seva valentia, però ara era vell i sofria de gota. Encara que l'esquema general dels esdeveniments posteriors es confirmen en els registres de l'historiador venecià Marino Sanudo, que només està disponible detalladament en la narració de la Crònica de Morea, l'exactitud de la qual ha estat qüestionada. Segons la Crònica, en assabentar-se de la proximitat de l'exèrcit imperial, Katavas prengué a 300 o 312 homes disponibles i va marxar a la trobada dels romans, els números dels quals són diversos en la Crònica com de quinze, divuit o vint mil. Certament aquestes xifres són molt exagerades, i l'exèrcit romà ha d'haver comptat amb uns pocs milers d'homes com a màxim. De qualsevol manera, superaven en número considerable a la força llatina.
Els romans confiats en les seves forces, i els informes, van ballar i van cantar. En un estret congost en Prinitza (prop de l'antiga Olímpia), Katavas va atacar l'exèrcit romà i li va infligir una derrota contundent en ella: molts soldats romans van ser morts, mentre que la resta es va dispersar i va buscar refugi als boscos pròxims. El mateix sebastocràtor Constantí a penes va escapar amb vida, i va fugir amb la resta de les seves tropes a la seguretat de Mistràs. Després d'haver obtingut aquesta gran victòria, Katavas prudentment es va negar a perseguir els romans i va tornar a Andravida.

## Conseqüències
Constantí Paleòleg va reagrupar les seves forces, i a l'any següent va posar en marxa una altra campanya per a conquistar Acaia. Els seus esforços, no obstant això, es van veure frustrats, i els mercenaris turcs, queixant-se de la falta de pagament, van desertar als aqueus. Guillem II va atacar als afeblits romans i va aconseguir una gran victòria en la batalla de Macriplagi. Les dues batalles de Prinitza i Macriplagi van posar fi als esforços de Miquel Paleòleg per a recuperar la totalitat de la Morea, i l'estat llatí va governar sobre Morea per més d'una generació.